# Meets Roma Jazz Trio
Meets Roma Jazz Trio è un album di Curtis Fuller, pubblicato dalla Timeless Records nel 1987. Il disco fu registrato il 23 dicembre 1982 al Sonic Studios di Roma (Italia).

## Tracce
Lato A
1. Impressions – 6:38 (John Coltrane)
2. R.E.D.'s Delights – 6:49 (Curtis Fuller)
3. Jazz Islands – 5:42 (Curtis Fuller)

Lato B
1. Naima – 8:19 (John Coltrane)
2. Afternoon in Paris – 6:41 (John Lewis)
3. Blue Bossa – 5:15 (Kenny Dorham)

## Musicisti
- Curtis Fuller - trombone
- Danilo Rea - pianoforte
- Enzo Pietropaoli - contrabbasso
- Roberto Gatto - batteria[4]